# Bagnacavallo
Bagnacavallo is een gemeente in de Italiaanse provincie Ravenna (regio Emilia-Romagna) en telt 16.169 inwoners (31-12-2004). De oppervlakte bedraagt 79,5 km², de bevolkingsdichtheid is 204 inwoners per km².
De volgende frazioni maken deel uit van de gemeente: Boncellino, Glorie, Masiera, Rossetta, Traversara, Villanova, Villa Prati.
De kunstschilder Bartolomeo Ramenghi werd hier in 1484 geboren.

## Demografie
Bagnacavallo telt ongeveer 6900 huishoudens. Het aantal inwoners daalde in de periode 1991-2001 met 2,8% volgens cijfers uit de tienjaarlijkse volkstellingen van ISTAT.
| Jaar | Inwoneraantal |
| ---- | ------------- |
| 1991 | 16.584        |
| 2001 | 16.122        |

## Geografie
De gemeente ligt op ongeveer 12 m boven zeeniveau.
Bagnacavallo grenst aan de volgende gemeenten: Alfonsine, Cotignola, Faenza, Fusignano, Lugo, Ravenna, Russi.

## Externe link

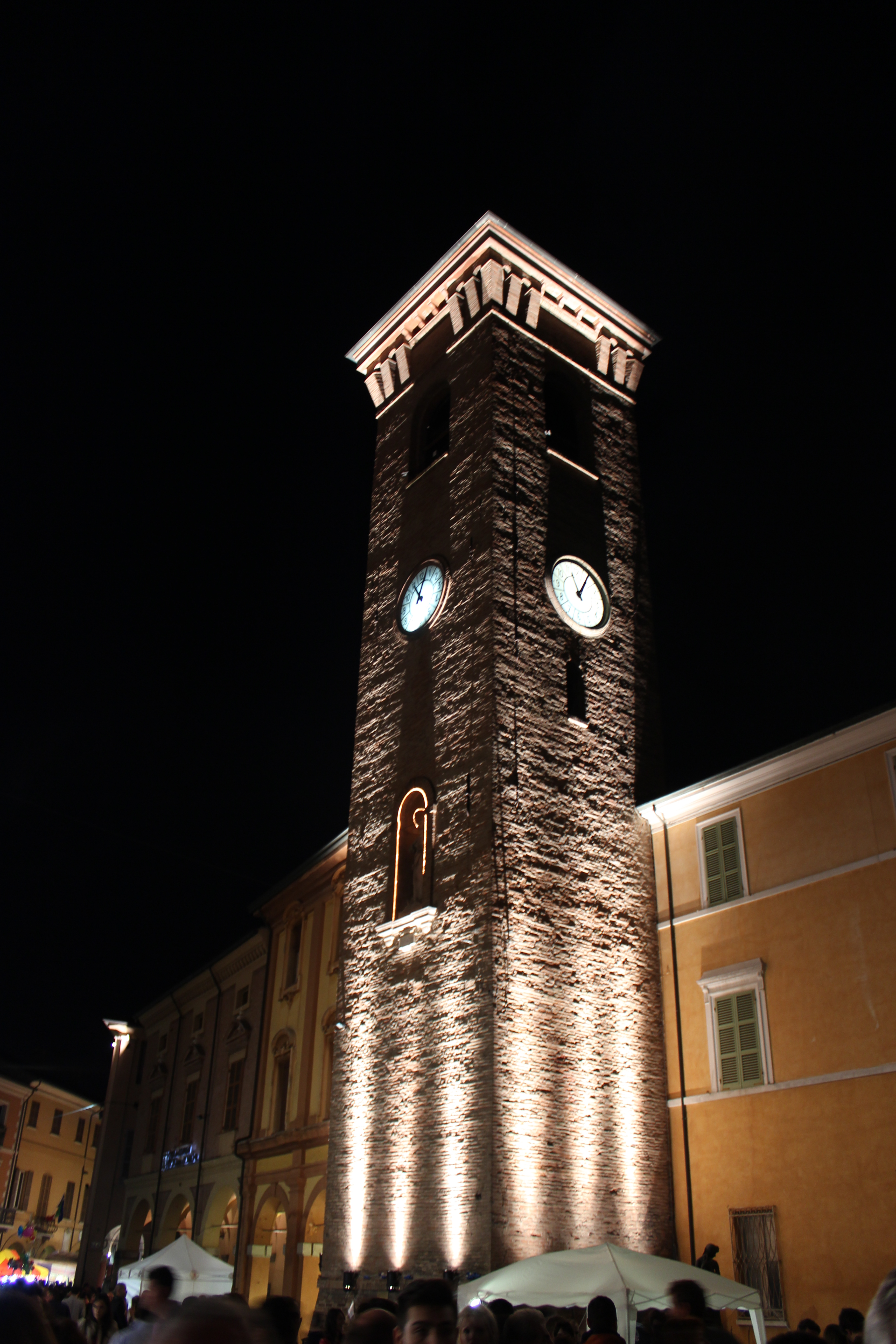